# Manuel Fernández Ferreira
Manuel Fernández Ferreira (Fou un compositor de tonades del segle xviii).
Es desconeix la data i lloc exacte del seu naixement. Morí a la capital d'Espanya el 1799. Va compondre molta música per a sainets, finals de festa, drames i comedies per al servei dels teatres de la cort, assolint gran anomenada entre els compositors de tonades del seu temps, Coradini, Nebra, Antonio Guerrero i d'altres. La seva germana Josefa fou una notable actriu de cantado.